# Ne-waza

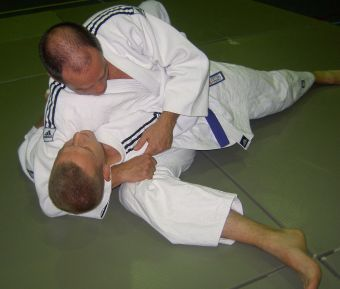
Immobilizzazione eseguita nel Ne-waza

Il ne-waza costituisce nelle arti marziali giapponesi il combattimento eseguito a terra, durante il quale si possono eseguire strangolamenti, leve articolari, immobilizzazioni, rovesciamenti e ribaltamenti.